# Warren Baister
Warren Baister (ur. 1 sierpnia 1985 w Sunderland) – angielski bokser, dwukrotny medalista mistrzostw Unii Europejskiej 2008 Cetniewo i 2009.
Jako zawodowiec stoczył 7 zawodowych walk, wygrywając wszystkie w tym 5 przed czasem.